# 小泉武寛
小泉 武寛(こいずみ ぶかん)は日本の螺形鋳金作家である。武寛は、銅鐸や仏像などの古代技術の復元に大きく関わっている。古代技術を元に制作し、新しいチタンなどの金属の加工にも励んでいる。また、その古代技術を伝世させるため、講習会なども多数開いている。

## 略歴
- 昭和20年3月  京都の銅器鋳造所に生まれる。
- 京都市立伏見高等学校卒業
- 工芸分野日展6回入選
- 金閣寺修復参加  鳳凰担当
- 京都府伝統産業優秀技術者知事表彰  受賞
- 京都金属工芸研究会副委員長
- 日本鋳金作家協会会員
- 日本文化財科学会正会員
- 日本環太平洋学会正会員